# 로젠
로젠(주)(영어: Logen Co., Ltd.)은 1999년 4월 설립된 택배회사이다. 2013년 7월 홍콩계 사모펀드인 베어링PEA(Baring Private Equity Asia, 베어링프라이빗에쿼티아시아)가 미래에셋나이스PEF가 보유 중인 로젠 지분 전체를 약 1600억 원에 인수하였다. 로젠은 택배시장 점유율 7%로 업계 1위 CJ대한통운(48.2%), 롯데택배(13.1%), 한진택배(12.5%), 우체국(8.4%)에 이어 택배사로는 5위이다. 2015년 5월 19일 KGB택배지분 75%를 인수했으며 KGB택배는 로젠택배에 인수되었지만 현재 사업장만 따로 나뉘어 있으며 대표자는 최정호 대표이사로 통합되었다 그러나 2017년 2월1일 KGB택배지분 100%를 KG로지스에 매각하면서 로젠택배에서 완전히 분리되었다. M&A 시장에 매물로 3번이 나왔지만 팔리지 않고 있다가, 2021년 7월 9일 대명화학에 인수되었다. 

## 연혁
연혁은 다음과 같다.
- 1999년: 회사설립 / 대전 물류센터 오픈
- 2000년: 수원 물류센터 오픈 / 전국 700개 영업소 네트워크 구축
- 2001년: 광주 및 대구 물류센터 오픈 / 연간 3백억원, 물동량 800만 박스 초과 달성
- 2002년: 수도권 전담 안양물류센터 오픈 / 굿데이 로얄브랜드 대상 수상
- 2003년: 1일 평균 물동량 10만 박스 초과 달성
- 2004년: 이천 물류센터 오픈 / 화물자동차 운송주선 사업허가 취득
- 2005년: (주)로젠이사 설립 / 통합 콜센터 오픈 / '로젠주식회사'로 사명 및 CI변경
- 2006년: (주)로젠글로벌 설립 / 안성복합물류센터 준공
- 2007년: (주)로젠-사회복지법인 서울 가톨릭 사회복지회 제휴 협약체결
- 2008년: 옥천 터미널 오픈
- 2009년: 대한민국 물류대상 국무총리상 수상 / 이천, 대구, 장성 터미널 확장 오픈
- 2010년: 부산, 중구 서브 터미널 오픈 / 청원 터미널 오픈
- 2011년: 목감 서브 터미널 오픈 / 나들가게 택배서비스 MOU체결
- 2012년: 하남 터미널 오픈 / 우수창고업체 인증 취득
- 2013년: 녹색물류대상 수상 / 2013 한국경제를 움직이는 인물 선정(최정호 대표이사)
- 2015년5월: KGB택배72.2%지분인수
- 2016년9월13일: 아시아프라이빗에쿼티펀드(Baring Asia Private Equity Fund)는 CVC캐피탈파트너스 산하 CVC 캐피탈에 로젠택배 지분 100% 지분과 KGB택배 75% 지분을 매각했다.
- 2017년2월1일: 로젠택배는 KG로지스에 KGB택배 100% 지분을 매각했다.
- 2021년7월9일: 대명화학에 인수되었다.

## 터미널
터미널 현황은 다음과 같다.
- 본사: 로젠택배 서울특별시 강남구 테헤란로 127 하나금융그룹 강남사옥 11/12층 로젠택배 주식회사
- 경기지사: 경기도 이천시 대월면 대월로932번길 94
- 경원지사: 경기도 하남시 천현로 34
- 중부지사: 대전광역시 동구 안골로28번길 30
- 영남지사: 대구광역시 북구 매천로2길 58-50
- 전남지사: 광주광역시 광산구 하남산단4번로 19
- 중구 SUB: 서울특별시 중구 수표동 11-12
- 부산 SUB: 부산광역시 동구 성남로 24(좌천동 68-869)